# Bertrand Castaignède
Bertrand Castaignède est un homme politique français né le 29 juillet 1733 à Commensacq et décédé le 14 juin 1795 au même lieu (Landes).

## Présentation
Notaire à Commensacq, il est député du tiers état aux états généraux de 1789 pour la sénéchaussée de Tartas.